# Leopoldo Marco Antonio Caldani
Leopoldo Marco Antonio Caldani, italijanski anatom in fiziolog, * 1725, Bologna, Italija, † 1813, Padova.
Študiral je medicino v Bologni in po zaključku študija leta 1750 je bil imenovan za profesorja praktične medicine pod pogojem da še pet let študira anatomijo pod Morgagnijevim tutorstvom. Kasneje je, kot kaže zaradi nasprotnikov, odšel v Padovo in bil na tamkajšnji univerzi kot eden Morgagnijevih najboljših učencev imenovan za profesorja teoretične medicine. Po Morgagnijevi smrti leta 1771 je postal profesor anatomije in to delo opravljal do upokojitve leta 1805.
Bil je največji zagovornik Hallerjevega koncepta vzdražnosti kot mehanične lastnosti mišičnih vlaken. Znan je po svojih poskusih, s katerimi je preučeval funkcijo hrbtenjače, in ugotovitvi, da pri delovanju živcev igrajo vlogo električni pojavi. Njegovo najbolj znano delo pa je anatomski atlas, ki ga je ustvaril v sodelovanju s svojim nečakom.

## Dela
- Sull' intensività et irritabilità di alune parti degli animali (Bologna, 1757)
- Lettera sopra l'irritabilità et insensività Halleriana (Bologna, 1759)
- Lettera sull'uso del muschio nella idrofobia (Benetke, 1767)
- Esame del capitolosettimo dell'ultima opera di Antonio de Haen (Padova, 1770)
- Innesto felice del vajuolo (Padova, 1768)
- Institutiones pathologicae (Padova, 1772, 1776; Leyden, 1784; Benetke, 1786; Neapelj, 1787), v nemščino prevedel Reuss (1784) in izdal v Pragi (1793) skupaj z Institutiones physiologicae
- Dialoghi di fisiologia e di pathologia (Padova, 1778, 1793)
- Institutiones physiologicae (Padova, 1773, 1778; Leyden, 1784; Benetke, 1786; Neapelj, 1787)
- Institutiones semeioticae (Padova, 1808); Icones anatomicae s petimi knjigami Explicatio iconum (Benetke, 1801-13).